# Валуа, Жорж
Жорж Валуа (фр. Georges Valois; 7 октября 1878, Париж — 1945, точная дата не установлена, Берген-Бельзен), он же Альфред-Жорж Грессан — французский лево- и праворадикальный политик. Участник роялистской лиги «Французское действие». Национал-синдикалист. Основатель первой во Франции фашистской организации «Фэсо». Закончил как антифашист и участник движения Сопротивления, погибший в нацистском концлагере.

## Левый монархист
Родился в семье мясника. Много путешествовал, побывал в британском Сингапуре и царской России. С юности увлёкся идеями прудонизма и Жоржа Сореля, стал убеждённым социалистом и синдикалистом. Работал секретарём анархо-синдикалистского издания L’Humanité nouvelle («Новое человечество»).
Примкнул к «Аксьон франсез», поскольку видел в лиге Шарля Морраса прежде всего антикапиталистическую, а не монархическую силу. Поддерживал претензии герцога Жана де Гиза на французский престол. Пытался совместить роялизм с анархо-синдикализмом, курировал связи монархистов с рабочим движением. Однако роялистская пропаганда не имела успеха в пролетарской среде.
В 1911 году на съезде «Аксьон франсез» Валуа заявил об общности целей правого национализма и левого синдикализма. Организовал национал-синдикалистский Cercle Proudhon («Кружок Прудона»), выпускал журнал Cahiers du cercle Proudhon. Интеллектуально «Кружок Прудона» формулировал социальные концепции, сходные с идеями раннего фашизма.

Основатели — республиканцы, федералисты, интегральные националисты и синдикалисты… с большим энтузиазмом относятся к идее организации французского общества согласно принципам французской традиции, которые они нашли в трудах Прудона и в современном синдикалистском движении.— Декларация Cercle Proudhon
В 1925 году отношения между Валуа и Моррасом резко обострились. После того, как Валуа приступил к изданию радикально-синдикалистской газеты Le Nouveau Siècle («Новый век»), он был исключён из «Аксьон франсез».

## Преждевременный фашист
11 ноября 1925 году Жорж Валуа основал «Фэсо» — Le Faisceau (калька с итальянского Fascio: «Фасции», «Связка», «Пучок») — первую во Франции откровенно фашистскую политическую структуру. Финансирование поступило от парфюмерного магната Франсуа Коти, заинтересованного в подрыве влияния коммунистов. Для Валуа же фашизм, как ранее роялизм, был лишь своеобразной «политической оболочкой» главной идеи — синдикалистской.
При этом Валуа повёл кампанию против «Аксьон франсез», считая эту организацию архаичной и реакционной на фоне примера Муссолини. Ближайшим соратником Валуа стал крайне правый националист Марсель Бюкар, будущий лидер франсизма. По итальянскому образцу в «Фэсо» созздавались штурмовые отряды «синерубашечников».
Проект «Фэсо» не получил развития — Франция 1920-х годов, в отличие от Италии, совершенно не воспринимала фашистских идей (почва для них появилась лишь десятилетие спустя). Правая часть французского общества поддерживала либо парламентских консерваторов и либералов (Республиканская федерация, Демократический альянс), либо — в гораздо меньшей степени — роялистские «мятежные лиги». Валуа попытался усилить более органичные для французской политики леворадикальные элементы своей программы. Он акцентировал синдикализм, стал резко критиковать фашизм, категорически осуждал антисемитизм. В 1928 году организация «Фэсо» распалась.

## Новый сдвиг влево
К тому времени, когда французский фашизм обрёл свою сильную партию, Жорж Валуа уже порвал с этим движением, равно как и с монархизмом. Он учредил Республиканскую синдикалистскую партию, идеология которой соединяла социальные принципы корпоративизма с политическим неоякобинством, радикальной республиканской традицией Великой французской революции. Эта программа частично предвосхитила неосоциализм Марселя Деа.
В идеологии Валуа чем дальше, тем больше просматривался ещё один мотив — технократический. Он размышлял о грядущем «техническом государстве», основанном на социальном союзе технических специалистов с пролетариями. Структурную основу такого союза Валуа усматривал в рабочих синдикатах, противостоящих бюрократии и буржуазии. Он считал, что именно Франция способна предложить миру новую общественную систему, тем самым сохранив за Европой лидерство в конкуренции с США и СССР.
6 февраля 1934 года в Париже произошли крупные беспорядки, организованные мятежными лигами и фашистскими организациями. В стране едва не был осуществлён правоавторитарный переворот. Эти события побудили Валуа вновь изменить позицию в левом направлении. В 1935 году Жорж Валуа подал заявление в основную соцпартию Франции СФИО и даже снискал поддержку одного из лидеров её левого крыла Марсо Пивера, но получил отказ в силу политической биографии. Он также основал журнал Le Nouvel Age («Новая эра»), который позиционировал как левый, но корпоративистский.
В годы Второй мировой войны Жорж Валуа примкнул к французскому Сопротивлению. Он создал подпольную группу в марокканской Касабланке, был впервые арестован немцами в октябре 1940 года, переведён в Мекнес и Клермон-Ферран, освобождён в апреле 1941 года. Затем он посвятил себя огородничеству, но в то же время писал тайные брошюры для Сопротивления. 18 мая 1944 года был схвачен гестапо, заключён в концлагерь Берген-Бельзен, где умер от тифа в феврале 1945 года.

## Идейное наследие
Политические виражи Жоржа Валуа характерны для многих французских политиков межвоенного периода. Они порождались поиском альтернативы капитализму и коммунизму — причём альтернативы, основанной на французской традиции.

Я менялся лишь в деталях, а в основном оставался верен себе.— Жорж Валуа
Политические проекты Валуа не увенчались успехом. Однако его теоретические разработки и технологии политической активности были использованы различными политическими силами — от фашизма до левого голлизма, от Жака Дорио до Пьера Мендес-Франса. Синдикалистские концепции получили развитие в ином идеологическом контексте.
Определённый интерес к идейно-политическому наследию Жоржа Валуа наблюдается в радикальных кругах российской оппозиции, особенно в бывшей НБП и партии «Другая Россия».
Жорж Валуа — автор ряда работ политической и социально-экономической тематики.